# 政策研究科
政策研究科（せいさくけんきゅうか）は、日本の大学院研究科のうち、政策研究に関する高度な教育・研究を行う機構の1つである。
主に、政策学部の上位に連続した形で設置され、博士前期課程（修士課程）および博士後期課程（博士課程）あるいはそれに相当する課程で構成される。

## 政策研究科を置く大学
国立
- 政策研究大学院大学

私立
- 千葉商科大学